# Renato Zero - N.2 - Primo Piano
Renato Zero - N.2 - Primo Piano è una raccolta del cantante italiano Renato Zero, pubblicata nel 1999 dalla BMG.

## Tracce
1. Triangolo – 4:39
2. Qualcuno mi renda l'anima – 4:17
3. No! Mamma, no! – 3:48
4. Tu che sei mio fratello – 3:57
5. La tua idea – 3:23
6. Il carrozzone – 4:37
7. Baratto – 4:18
8. Sogni di latta – 4:32
9. L'evento – 4:29
10. 113 – 2:02